# يونا أدلرتاغ
يونا إيفا ماي أدلرتاغ  (مواليد 6 يونيو 1995) هي لاعبة جمباز فني سويدية، وحاصلة على الميدالية الفضية مرتين في بطولة أوروبا للجمباز الفني للسيدات. بدأت ممارسة الجمباز في سن الثالثة، وكانت والدتها أول مدربة لها. خلال مسيرتها الاحترافية في فئة الناشئين، فازت بالميدالية البرونزية في فئة العارضتين غير المتساوية في دورة الألعاب الأولمبية الصيفية للشباب 2010. في عامها الأول كلاعبة جمباز فازت بثلاث ميداليات في بطولة شمال أوروبا للجمباز 2011. تأهلت لدورة الألعاب الأولمبية الصيفية 2012، وأصبحت ثالث لاعبة جمباز سويدية تشارك في الألعاب الأولمبية. عندما فازت بالميدالية الفضية في العارضتين غير المتساوية في بطولة أوروبا 2013، أصبحت أول لاعبة جمباز سويدية تفوز بميدالية أوروبية في الجمباز النسائي منذ أكثر من 50 عامًا.
غابت أدليرتيج عن دورة الألعاب الأولمبية الصيفية 2016 بسبب إصابتها في الركبة. عادت إلى المنافسة وفازت بميدالية ذهبية في عارضتين غير المتساوية في بطولة الشمال الأوروبي 2018 وميدالية فضية في بطولة أوروبا 2018. في بطولة العالم 2018، أصبحت أول لاعبة جمباز سويدية تتأهل لنهائي حدث في بطولة العالم للجمباز الفني منذ عام 1958، حيث احتلت المركز الثامن في العارضتين غير المتساوية. كانت اللاعبة الاحتياطية الثانية لنهائي العارضتين غير المتساوية في دورة الألعاب الأولمبية الصيفية 2020، المسابقة الأخيرة في مسيرتها قبل إعلان اعتزالها في عام 2022.

## نشأتها
وُلدت يونا أدليرتيغ في 6 يونيو 1995 في فاستيراس. بدأت ممارسة الجمباز في سن الثالثة، وكانت والدتها أول مدربة لها. عندما التحقت بالمدرسة الثانوية، انتقلت إلى إسكيلستونا لتغيير مدربيها بسبب خلافاتها المتكررة مع والدتها كمدربة.

## مسيرتها الرياضية

### 2010–11
شاركت في بطولة أوروبا للناشئين للجمباز الفني للسيدات 2010، وحصلت على المركز الحادي عشر في مسابقة كل الأجهزة، والمركز الرابع في مسابقة العارضتين غير المتساوية. ثم مثلت السويد في الألعاب الأولمبية الصيفية للشباب 2010، وحصلت على المركز العاشر في نهائي الجمباز الفني الفردي للسيدات. كما احتلت المركز الثامن في عارضة التوازن والسابع في حركات الأرضية. في العارضتين غير المتساوية، فازت بالميدالية البرونزية، خلف فيكتوريا كوموفا وتان سيكسين.
شاركت أدليرتيج لأول مرة على المستوى الدولي في بطولة كأس العالم 2011 في كوتبوس، لكنها لم تتأهل إلى نهائيات أي حدث. تنافست في بطولة أوروبا 2011 في برلين. تأهلت إلى نهائي الجمباز الشامل في المركز السادس عشر إلى جانب فيرونيكا فاغنر، مسجلة بذلك المرة الأولى التي تتأهل فيها لاعبتان سويديتان إلى نهائي الجمباز الشامل في بطولات أوروبا. احتلت المركز الثالث والعشرين في النهائي بإجمالي نقاط بلغ 49.500. ثم فازت بالميدالية الفضية في البطولة السويدية، خلف فاغنر. في كأس غينت العالمي للتحدي، احتلت المركز الرابع على العارضتين غير المتساوية والسادس في حركات أرضية.
حصلت على المركز 64 في التصفيات الجمباز الشامل في بطولة العالم للجمباز الفني 2011 في طوكيو بنتيجة 51.966. بعد بطولة العالم، شاركت في بطولة شمال أوروبا للجمباز 2011، وساهمت في فوز الفريق السويدي بالميدالية الذهبية متفوقةً على ويلز وأيسلندا. في منافسة الفردي فازت بالميدالية الذهبية في جهاز العارضتين غير المتساوية، وتعادلت في الميدالية البرونزية في جهاز عارضة التوازن. في نوفمبر، تم اختيارها للتنافس في حدث الاختبار الأولمبي 2012.

### 2012–13
حققت أدليرتيج المركز الثاني والأربعين في الحدث الأولمبي التجريبي، مما أهلها لمكان في دورة الألعاب الأولمبية الصيفية 2012. كانت ثالث لاعبة جمباز سويدية يتم اختيارها للمشاركة في الألعاب الأولمبية، بعد لينا أدومات في عامي 1980 و1984 وفيرونيكا فاغنر في عام 2004. شاركت في بطولة أوروبا للجمباز الفني للسيدات 2012، حيث احتل الفريق السويدي المركز السادس عشر في الجولة التأهيلية. في كأس التحدي العالمي في غنت، احتلت المركز الرابع في العارضتين غير المتساوية، مثلت السويد في دورة الألعاب الأولمبية الصيفية 2012 وكانت أصغر رياضية في الفريق السويدي عندما كانت في السابعة عشرة من عمرها. احتلت المركز 39 في التصفيات الشاملة بنتيجة 52.199 ولم تتقدم إلى النهائيات.

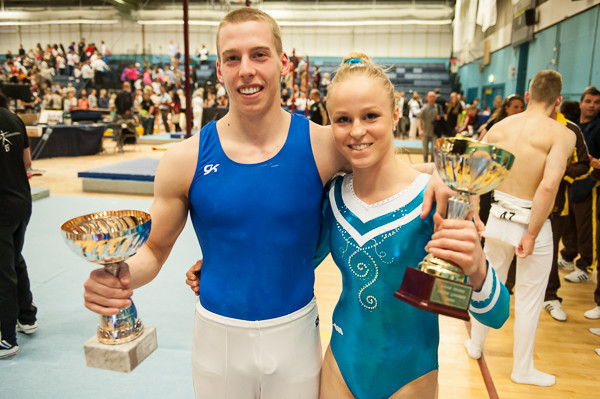
أدليرتيج (يمين) في بطولة السويد 2013

فازت بالميدالية الفضية في مسابقة العارضتين غير المتوازيتين في بطولة أوروبا 2013، خلف علياء مصطفى. وكانت هذه أول ميدالية أوروبية للسويد في الجمباز النسائي منذ عام 1963. ثم فازت بلقب كل الأجهزة في بطولة السويد. واختارت الانسحاب من بطولة العالم بعد إصابتها برد فعل تحسسي قبل أسابيع قليلة من المنافسة، بالإضافة إلى مشاكل صحية أخرى.

### 2014–17
شاركت كمدعوة في بطولة بلجيكا 2014 وفازت بالميدالية الذهبية في الجمباز الشامل. ثم دافعت عن لقبها السويدي في الجمباز الشامل. 
ثم احتلت المركز السابع في العارضتين غير المتساوية في كأس أوسييك للتحدي العالمي.  كانت أول لاعبة احتياطية لنهائي العارضتين غير المتساوية في بطولة أوروبا 2014. شاركت في بطولة رومانيا كضيفة، حيث احتلت المركز الرابع في الجمياز الشامل. ساعدت الفريق السويدي على احتلال المركز الرابع في كأس نوفارا وحصلت على أعلى نتيجة في المسابقة على العارضتين غير المتساوية. 
ثم في بطولة العالم، ساعدت أدليرتيج فريق الجمباز السويدي على احتلال المركز الحادي والعشرين والتأهل لبطولة العالم 2015. بدأت موسم 2015 في كأس كوتبوس للتحدي العالمي وفازت بالميدالية الذهبية في نهائي العارضتين غير المتساوية. وكانت هذه أيضًا أول ميدالية لها في كأس العالم. ثم فازت بالميدالية الفضية في العارضتين غير المتساوية في كأس التحدي العالمي في ليوبليانا. في بطولة أوروبا 2015، تأهلت لنهائي الجمباز الشامل، لكنها سقطت من جهاز العارضتين غير المتساوية ولم تتأهل إلى نهائي الحدث. خلال نهائي الجمباز الشامل، تعرضة لإصابة بتمزق في الرباط الصليبي الأمامي أثناء حركات الأرضية واضطرت إلى الانسحاب من المنافسة.
عادت إلى المنافسة في عام 2016 وفازت بالميدالية الذهبية في العارضتين غير المتساوية في كأس التحدي العالمي في الدوحة. على الرغم من فوزها بالميدالية الذهبية، إلا أنها تعرضت لتمزق في الغضروف المفصلي عند هبوطها، وأبقتها هذه الإصابة خارج أولمبياد 2016. عادت إلى المنافسة في كأس التحدي العالمي في زومباثيلي 2017 وفازت بالميدالية الذهبية في العارضتين غير المتساوية. ثم تنافست على العارضتين غير المتساوية في بطولة العالم 2017 لكنها لم تتأهل إلى النهائي.

### 2018

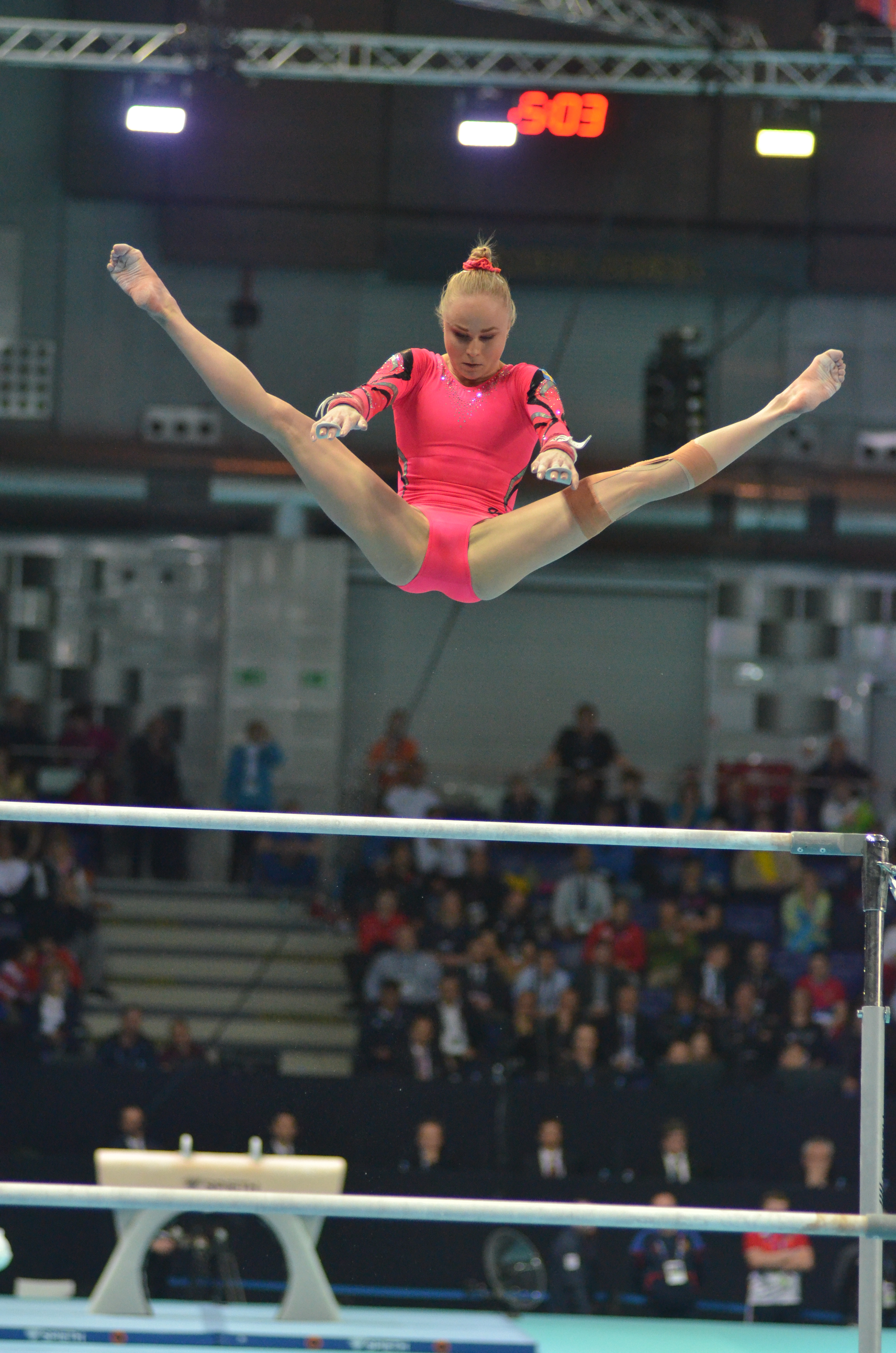
أدليرتيج في بطولة أوروبا 2019

بدأت أدليرتيج الموسم في بطولة الشمال الأوروبي للجمباز الفني 2018 وساعدت الفريق السويدي على الفوز بالميدالية الفضية، خلف النرويج.  على الرغم من سقوطها في نهائي مسابقة العارضة غير المتساوية، إلا أنها فازت بالميدالية الذهبية. ثم تنافست في بطولتها السويدية الأولى منذ عام 2014 وفازت بالميدالية الذهبية في العارضة غير المتساوية. في بطولة أوروبا للجمباز الفني للسيدات 2018، فازت بالميدالية الفضية الأوروبية الثانية لها في العارضة غير المتساوية.ثم فازت بالميدالية الذهبية في العارضة غير المتساوية في كأس التحدي العالمي في زومباثيلي والميدالية الفضية في كأس التحدي العالمي في باريس. تأهلت إلى نهائي العارضة غير المتساوية في بطولة العالم للجمباز الفني 2018، لتصبح أول لاعبة جمباز سويدية تتأهل إلى نهائي بطولة العالم منذ عام 1958. لم تقدم إداء مثالي في النهائي وحصلت على المركز الثامن.

### 2019
شاركت أدليرتيج لأول مرة هذا الموسم في بطولة كأس العالم للجمباز الفني 2019 في ملبورن، حيث احتلت المركز الرابع في العارضة غير المتساوية. ثم احتلت المركز الخامس في كأس العالم في باكو والمركز الرابع في كأس العالم في الدوحة. تأهلت لنهائي العارضتين غير المتساوية في بطولة أوروبا وحصلت على المركز الخامس. في بطولة السويد، تنافست في كل شيء لأول مرة منذ أربع سنوات، وفازت بالميدالية البرونزية في الجمباز الشامل. في نهائيات الحدث، فازت بالميداليتين الذهبيتين في العارضتين غير المتساوية وعارضة التوازن. ثم تنافست في بطولة هيرينفين الودية وحصلت على المركز الحادي عشر في الجمباز الشامل، وحصلت على المركز التاسع عشر في الجمباز الشامل في بطولة وورمز الودية. في بطولة العالم، سقطت من على العارضتين غير المتساوية خلال جولة التصفيات. في النهاية احتلت المركز 75 في جميع المنافسات وحصلت على مكان في دورة الألعاب الأولمبية الصيفية 2020.

### 2020–21
بسبب جائحة كوفيد-19، كانت بطولة السويد هي المسابقة الوحيدة التي شاركت فيها أدليرتيغ في عام 2020. تنافست فقط على جهاز العارضتين المتساوية، وفازت بالميدالية الذهبية. احتلت المركز السادس في نهائي العارضة غير المتساوية في بطولة أوروبا 2021. ثم في كأس التحدي العالمي في أوسييك، احتلت المركز الرابع في نهائي العارضتين غير المتساوية، ثم مثلت السويد في دورة الألعاب الأولمبية الصيفية 2020، تنافست فقط على جهاز العارضتين غير المتساوية، خلال جولة التأهل في الجولة التأهيلية، سجلت 14.533 نقطة. كانت ثاني لاعبة احتياطية للنهائي، حيث أنهت السباق بفارق 0.033 نقطة فقط خلف المتأهلة النهائية. اختارت عدم التنافس في بطولة العالم للجمباز الفني 2021. أعلنت أدلرتيج اعتزالها الجمباز في 28 أبريل 2022.